# Židovský obecní dům v Boskovicích

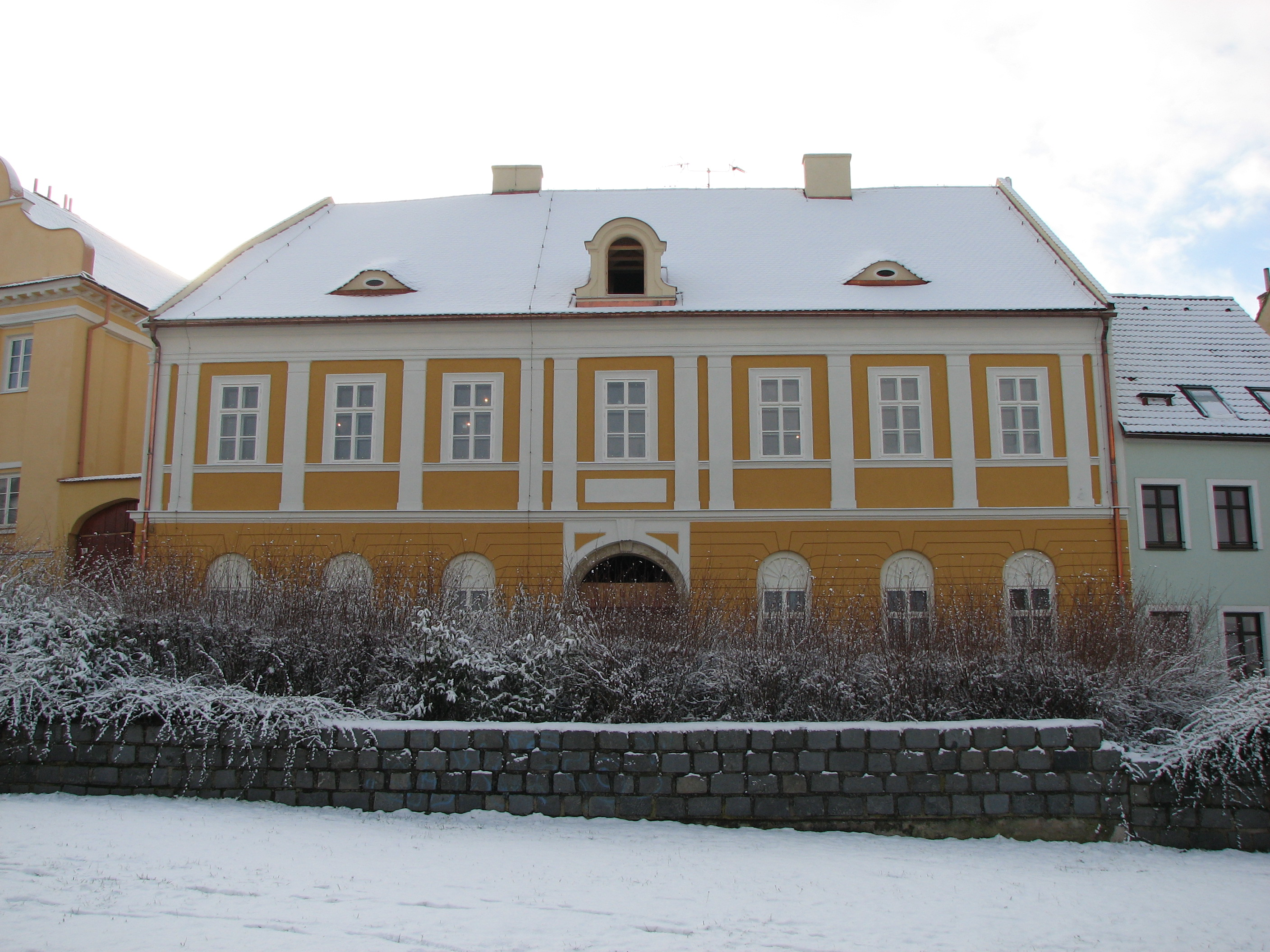
Židovský obecní dům v Boskovicích

Židovský obecní dům se nachází v židovské čtvrti v Boskovicích na ulici Bílkova, dům č. p. 600/7. Byl postaven v empírovém slohu podle projektu architekta Mathiase Flocha v roce 1826. Nahradil tak starší obecní dům, který shořel při požáru židovského ghetta v roce 1823. Od roku 1854 zde působila židovská německá škola. Kromě školy zde byl byt rabína a správce špitálu, kancelář židovské školy a pekárna na výrobu macesů.

#### Architektura
Budova židovského obecního domu je postavena v empírovém slohu, který vznikl ve Francii na začátku 19. století za vlády císaře Napoleona Bonaparta a odtud se šířil i do ostatních evropských zemí. V překladu se tento sloh označuje jako císařský (z francouzského empire - císařství). Budova je dvoupodlažní, má sedlovou střechu s vikýři, členěnou okrovou fasádu s bílými prvky, v přízemí jsou klenby kolem oken. Na budově je pamětní deska rabína Abrahama Placzeka, který zde žil a od roku 1851 zastával funkci moravského zemského rabína.

#### Židovská škola v Boskovicích

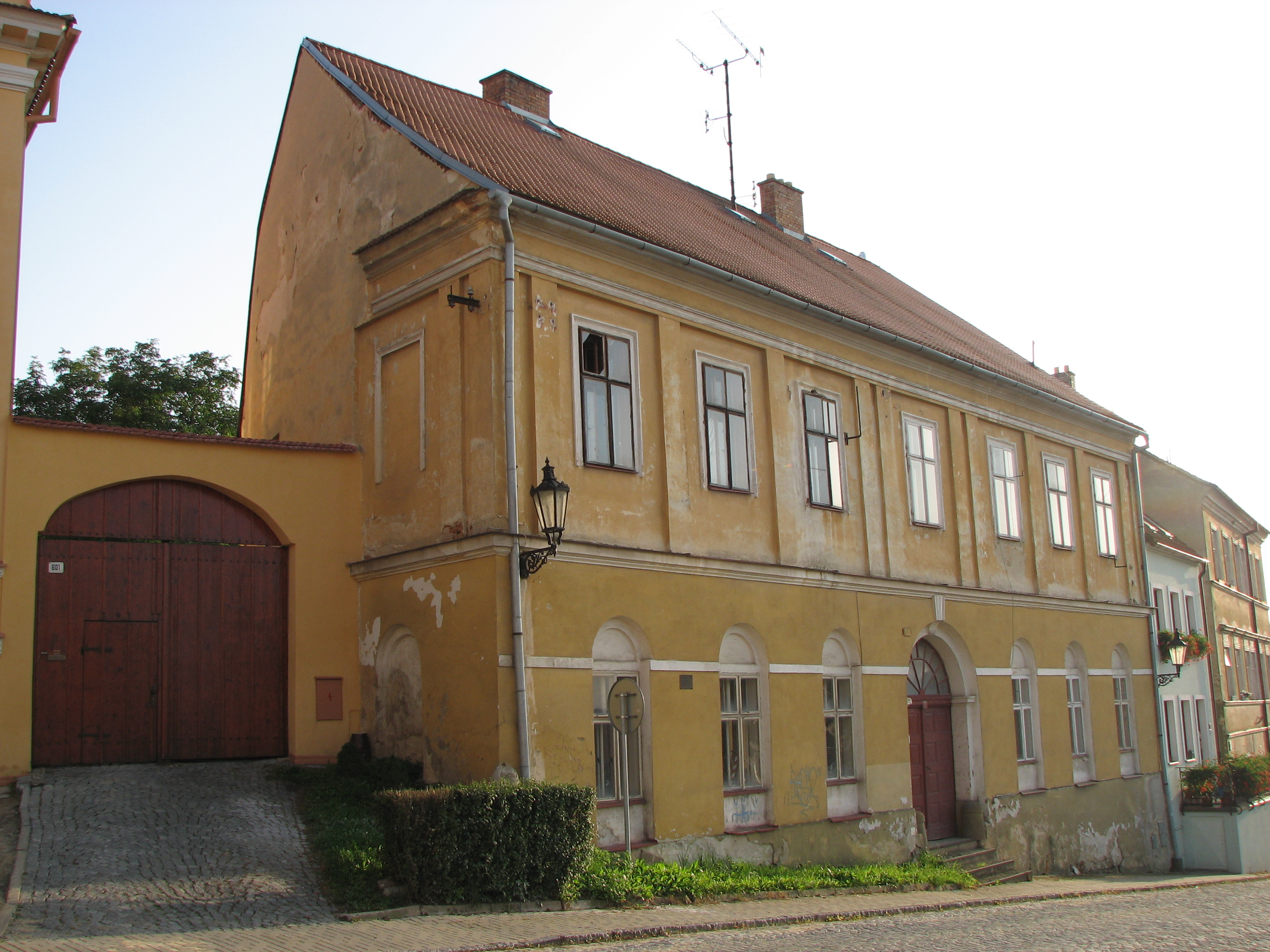
Židovský obecní dům v Boskovicích před rekonstrukcí

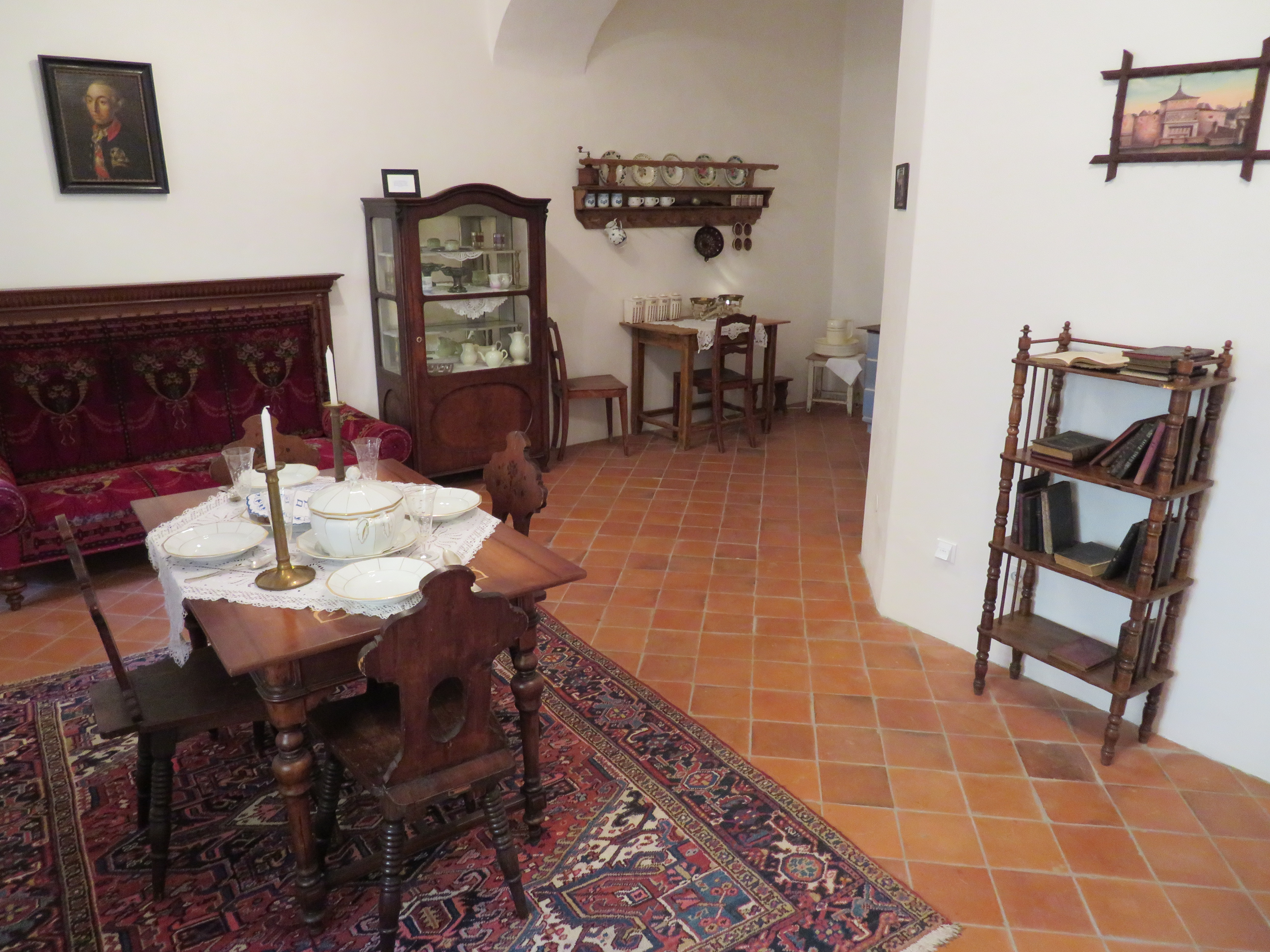
Byt rabína

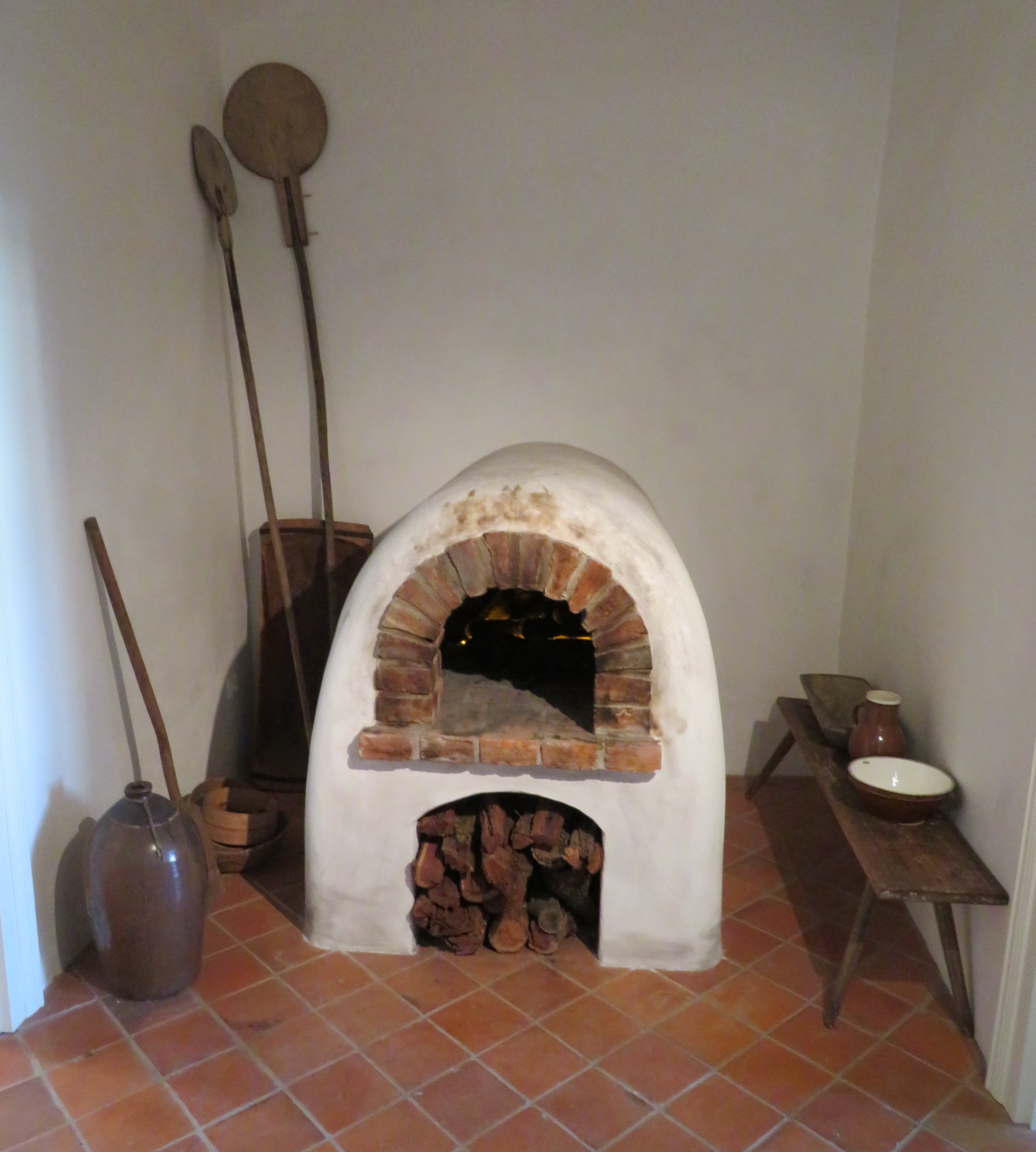
Pekárna na výrobu macesů

Nejstarší zmínka o židovské škole v Boskovicích je z roku 1591 (spor mezi Jakobem z Kunštátu a Lazarem z Lipníka o místo rektora v boskovické škole cheder). K roku 1598 je jako její rektor uveden Beneš Žid. Nejstarší škola v židovské obci se nacházela v synagoze minor, v ní působily náboženské školy cheder (pro děti) a ješiva (pro mládež). Ve škole cheder děti získávaly základní vzdělání v hebrejštině a učily se zde judaismu a základům tóry. Škola ješiva vyučovala starší chlapce talmudu a připravovala je na rabínský úřad. V této škole působili významní učenci, i ze zahraničí. Po josefínských reformách museli Židé ve své obci zřídit triviální školu na Plačkově ulici, kde se vyučovalo v německém jazyce. Toto nařízení vyvolalo u Židů odpor a odmítavé reakce. Roku 1854 byla triviální škola nahrazena Chlapeckou hlavní školou o třech třídách a Dívčí školou o dvou třídách, od roku 1859 se zde vyučovalo ve čtyřech třídách. Hlavní škola se nacházela v budově č. 7/čp. 43a na Bílkově ulici. Učilo se zde mnoho později známých osobností, např. spisovatel Hermann Ungar, oftalmolog Abraham Ticho, Rosa Fleischmannová, manželka bulharského komunistického politika Georgi Dimitrova a také známý Hitlerův jasnovidec Erik Jan Hanussen, původním jménem Herschel (Hermann) Chajm Steinschneider, který zdejší školu navštěvoval v letech 1897–1898. Židovská hlavní škola byla zrušena na podzim roku 1921. Po jejím zrušení zde byly zřízeny třídy české národní školy a městská knihovna.

#### Expozice - Židovské čtvrti v českých zemích
V letech 2012–2014 došlo k rekonstrukci chátrající budovy Židovského obecního domu a školy a od června 2014 se zde nachází muzeum ve kterém je umístěna stálá expozice Židovské čtvrti v českých zemích. Expozice je rozvržena do tří místností, kde se mohou návštěvníci seznámit s historickým a architektonickým vývojem významných židovských čtvrtí v českých zemích. Život v ghettech je zde přiblížen prostřednictvím mnoha historických dokumentů, map, plánků, historických, ale i soudobých fotografií a šesti modelů vybraných typů židovských čtvrtí na našem území. V přízemí se nachází ukázka bytu rabína a pekárna na výrobu tradičních nekvašených chlebů, tzv. macesů.